# Île-aux-Moines
Île-aux-Moines är en kommun i departementet Morbihan i regionen Bretagne i nordvästra Frankrike. Kommunen ligger i kantonen Vannes-Ouest som tillhör arrondissementet Vannes. År 2022 hade Île-aux-Moines 632 invånare.

## Befolkningsutveckling
Antalet invånare i kommunen Île-aux-Moines
| Referens: INSEE |